# Le tenebre e la luna
Le tenebre e la luna è un mito dei Boscimani meridionali (Sudafrica) che vuole spiegare come ebbe origine il mondo, quali funzioni siano assegnate agli astri e quale sia il ruolo degli agenti atmosferici. Quindi si tratta di una storia sacra trasmessa per via orale utile anche per rinsaldare e unificare la comunità. Il mito ha la funzione primaria di descrivere come andarono i fatti all'origine della vita, quando da un caos primordiale si diffuse la vita degli esseri viventi.

## Trama
È la narrazione delle vicende di una mantide che togliendosi il calzare lo gettò in alto trasformandolo in una luna che risplende nelle tenebre, ed è fredda perché e formata di cuoio ed è rossa perché su di essa vi è la terra sulla quale aveva camminato la Mantide. Quest'ultima aveva creato un'antilope che si nutriva di miele e lo divorava togliendolo agli altri esseri viventi. Questo fatto indispettì arcobaleno che la uccise facendo disperare la Mantide anche perché l'antilope fu mangiata dai formichieri nonostante i tentativi della Mantide di scongiurare il fatto.